# Roewe RX5
Roewe RX5 – samochód osobowy typu SUV klasy średniej produkowany pod chińską marką Roewe od 2016 roku. Od 2022 roku produkowana jest druga generacja modelu.

## Pierwsza generacja

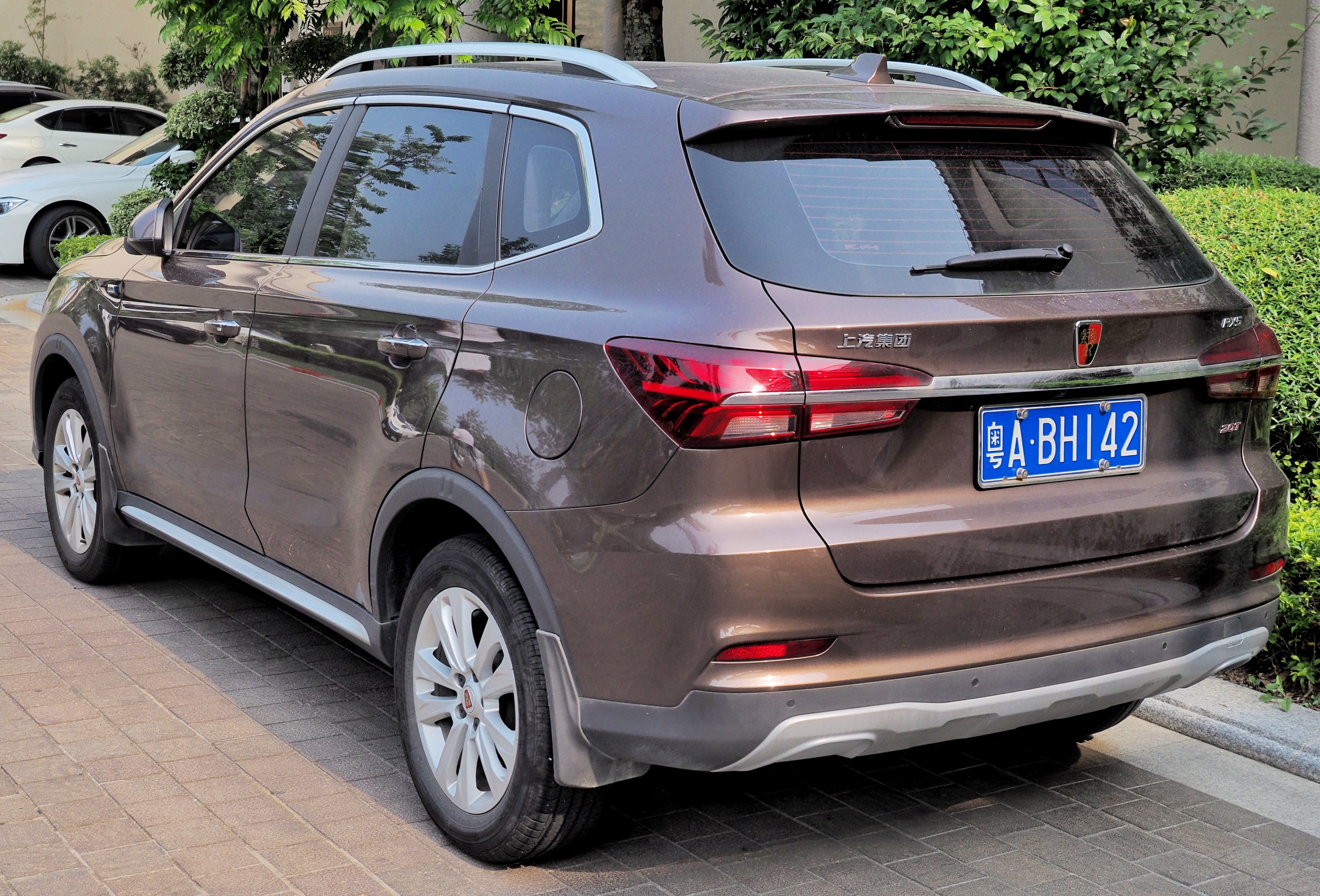
Roewe RX5 I - tył

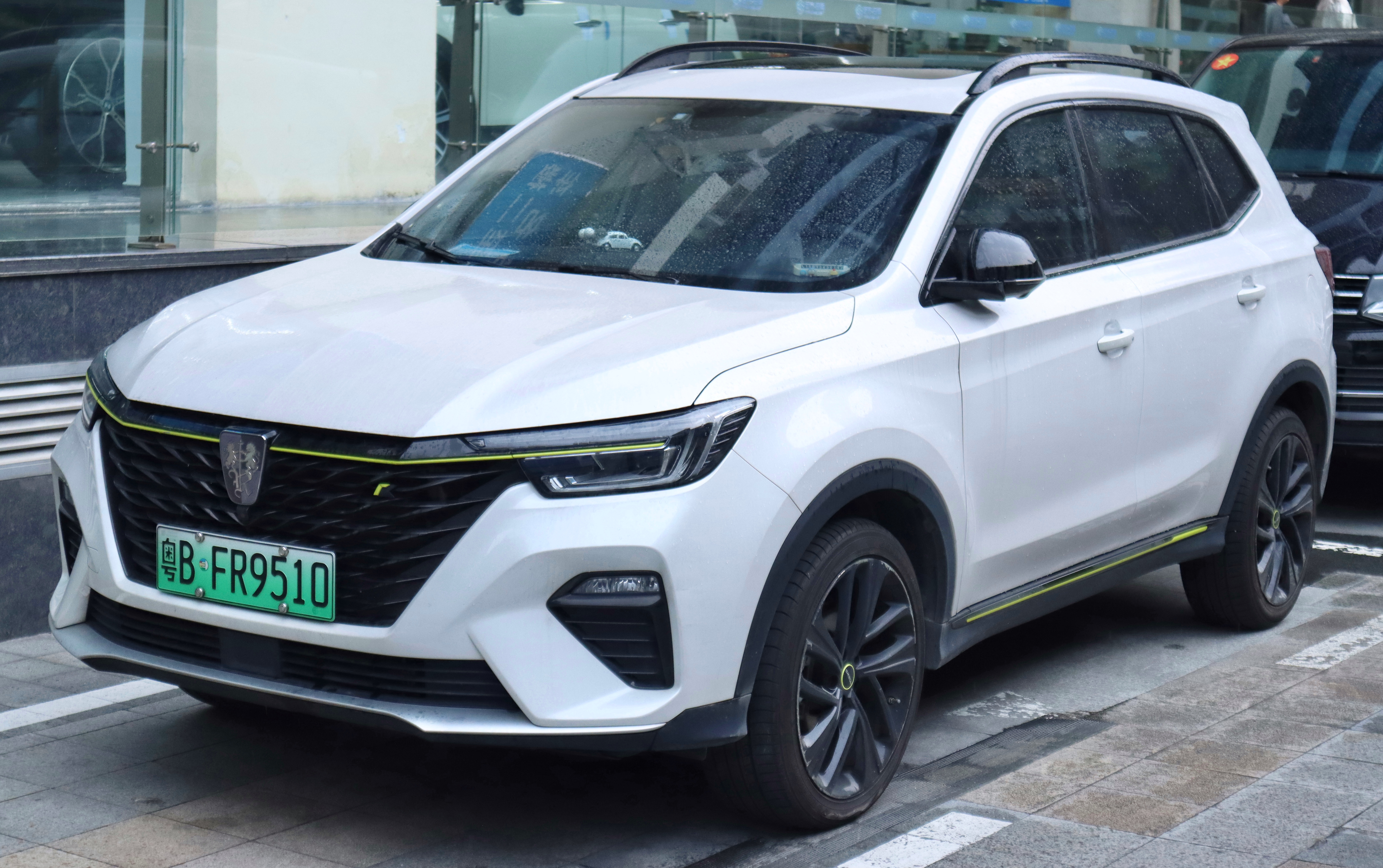
Roewe RX5 I Plus

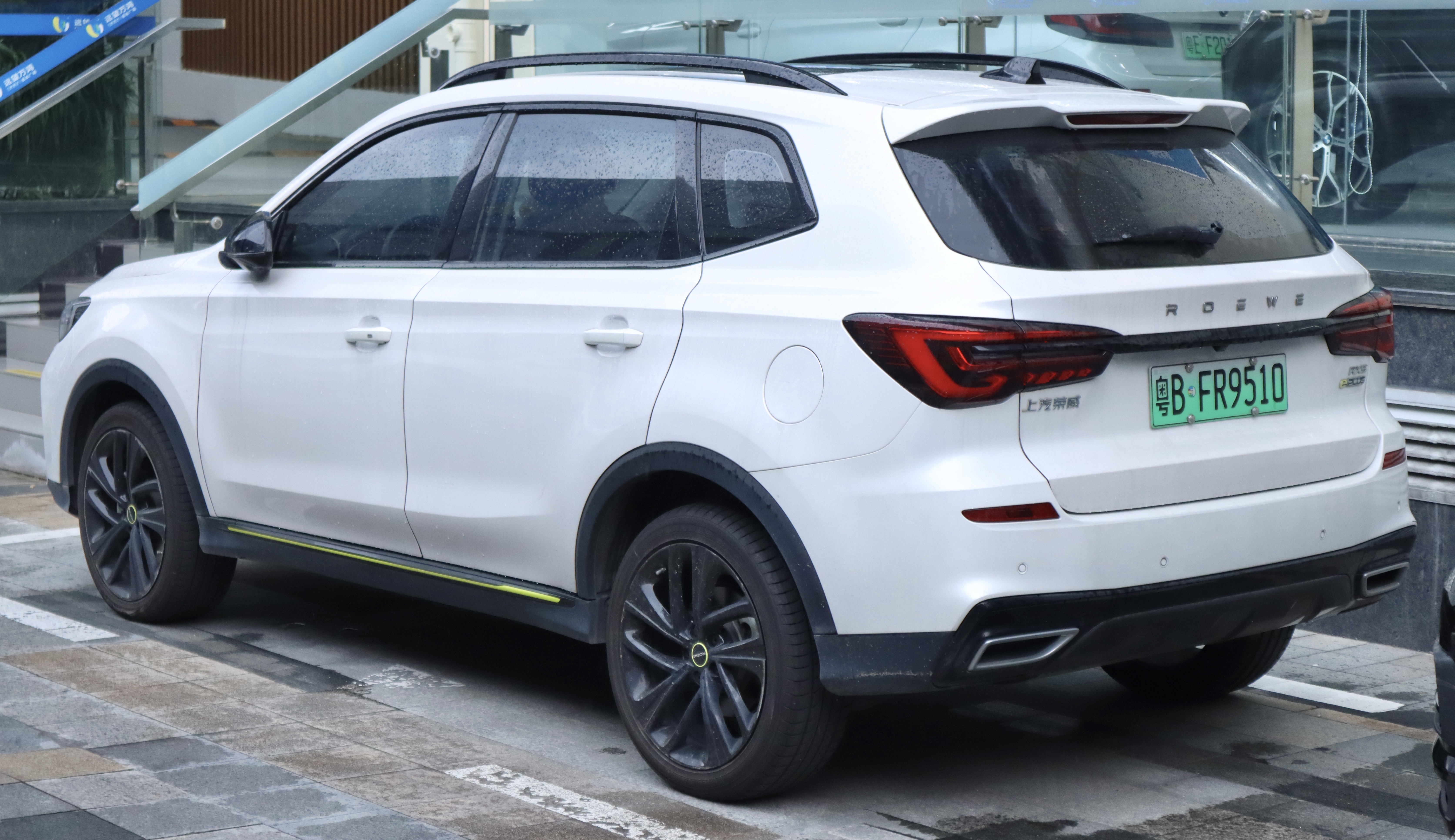
Roewe RX5 I Plus - tył

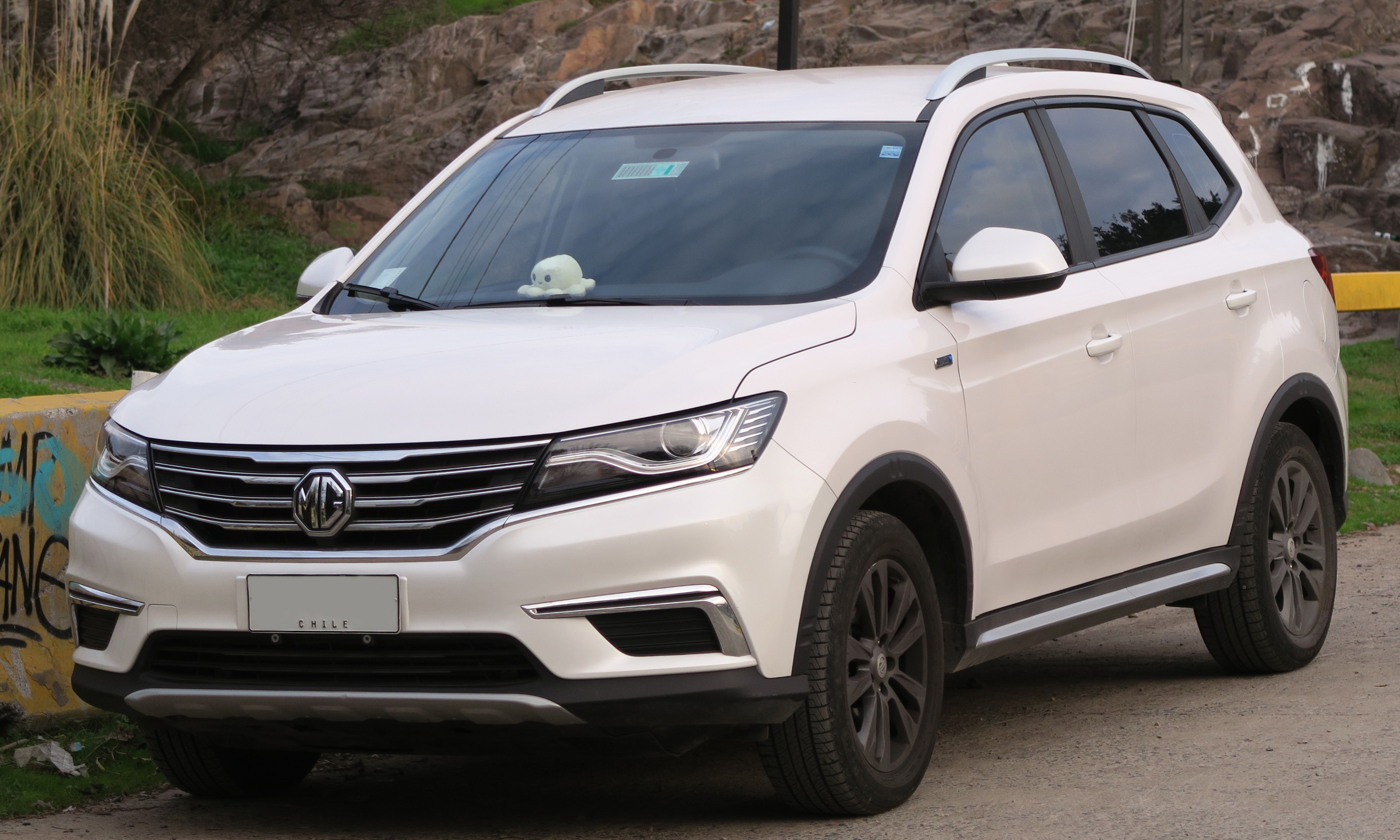
chilijskie MG RX5

Roewe RX5 I został zaprezentowany po raz pierwszy w 2016 roku.
Debiut miał miejsce podczas kwietniowego Beijing Auto Show, dwa tygodnie po pierwszej zapowiedzi zwiastującej jego debiut na rynku chińskim. Samochód wdrożył nowy język stylistyczny Roewe, wyróżniając się dużą chromowaną atrapą chłodnicy płynnie połączoną z agresywnie stylizowanymi reflektorami w technologii LED. Tylne lampy połączyła z kolei charakterystyczna, chromowana poprzeczka.
Podczas premiery Rowere RX5 promowane było przez producenta jako "pierwszy samochód typu smartcar. Tym neologizmem podkreślono fakt współpracy z rodzimym gigantem Alibaba, którego inżynierowie brali udział w opracowywaniu pełnowartościowego systemu operacyjnego pozwalającego na sterowanie i koordynowanie większościami funkcji samochodu podczas jazdy. System YunOS pozwala na integrację ze smartfonem kierowcy, na bieżąco informując o np. dostępnych w pobliżu stacjach paliwa.

### Lifting
W maju 2020 roku Roewe przedstawiło obszernie zmodernizowany wariant RX5, który dla podkreślenia zmian zyskał nową nazwę Rowe RX5 Plus. Samochód zyskał nowy wygląd przedniej i tylnej części nadwozia, na czele z większą atrapą chłodnicy oraz nowymi reflektorami z wielokształtnym motywem diod LED Samochód zyskał bogatsze wyposażenie i pozostał w równoległej sprzedaży z modelem sprzed modernizacji.

### Sprzedaż
Roewe RX5 zostało zbudowane głównie z myślą o lokalnym rynku chińskim, gdzie jego produkcja i sprzedaż rozpoczęła się w lipcu 2016 roku. Samochód zdobył dużą popularność - do końca listopada tego samego roku producent zebrał 20 tysięcy zamówień, a w kolejnym pełnym roku sprzedaży samochód znalazł ponad 237 tysięcy nabywców.
W lutym 2018 roku koncern SAIC rozpoczął eksport RX5 na pierwsze rynki globalne pod bratnią marką MG jako MG RX5. W pierwszej kolejności samochód trafił do sprzedaży w krajach Bliskiego Wschodu, a w 2020 roku zasięg rynkowy pod tą nazwą poszerzono także o Filipiny.

### Silniki
- R4 1.5l Turbo
- R4 2.0l Turbo

### ERX5

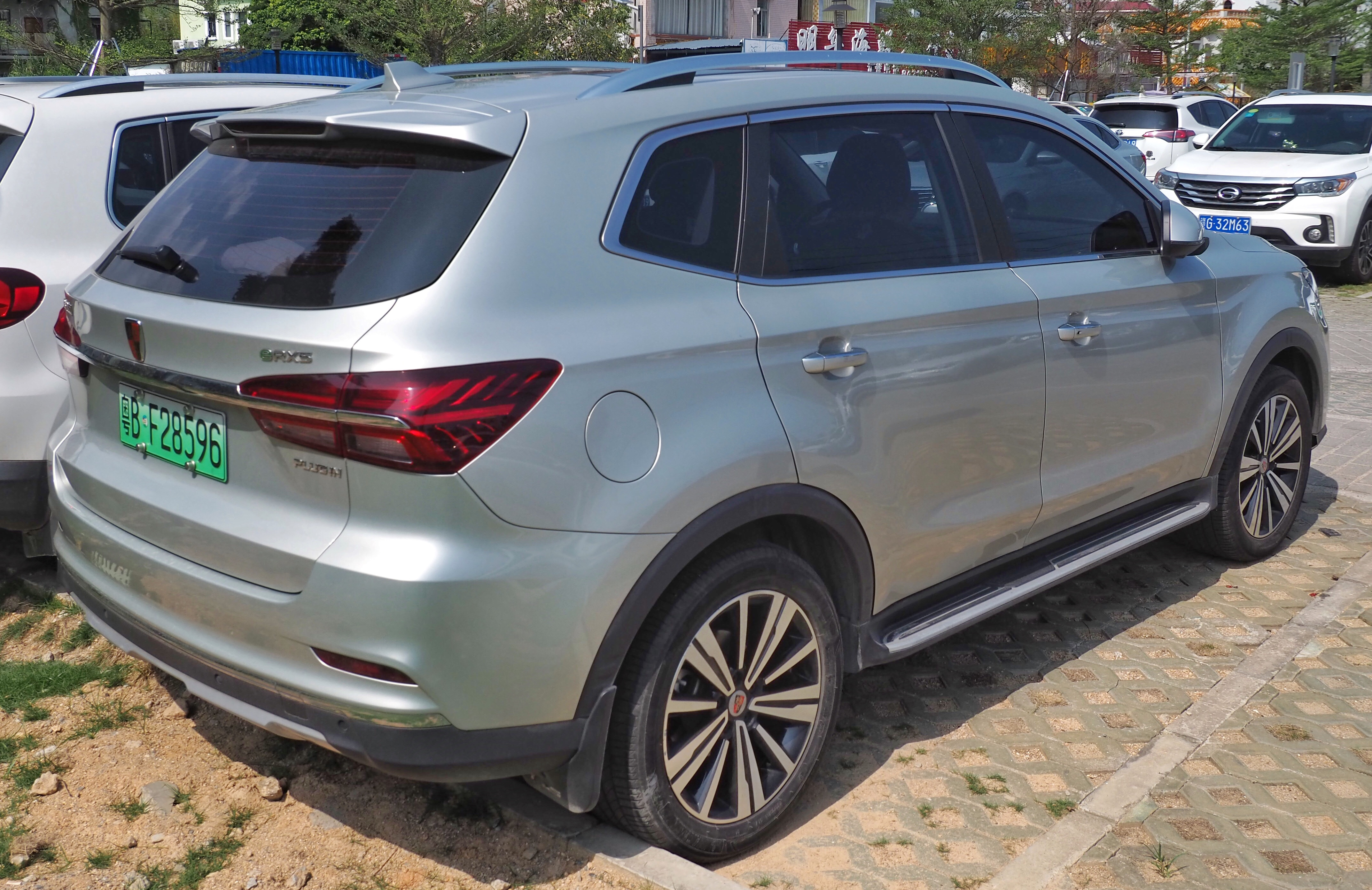
Roewe ERX5 - tył

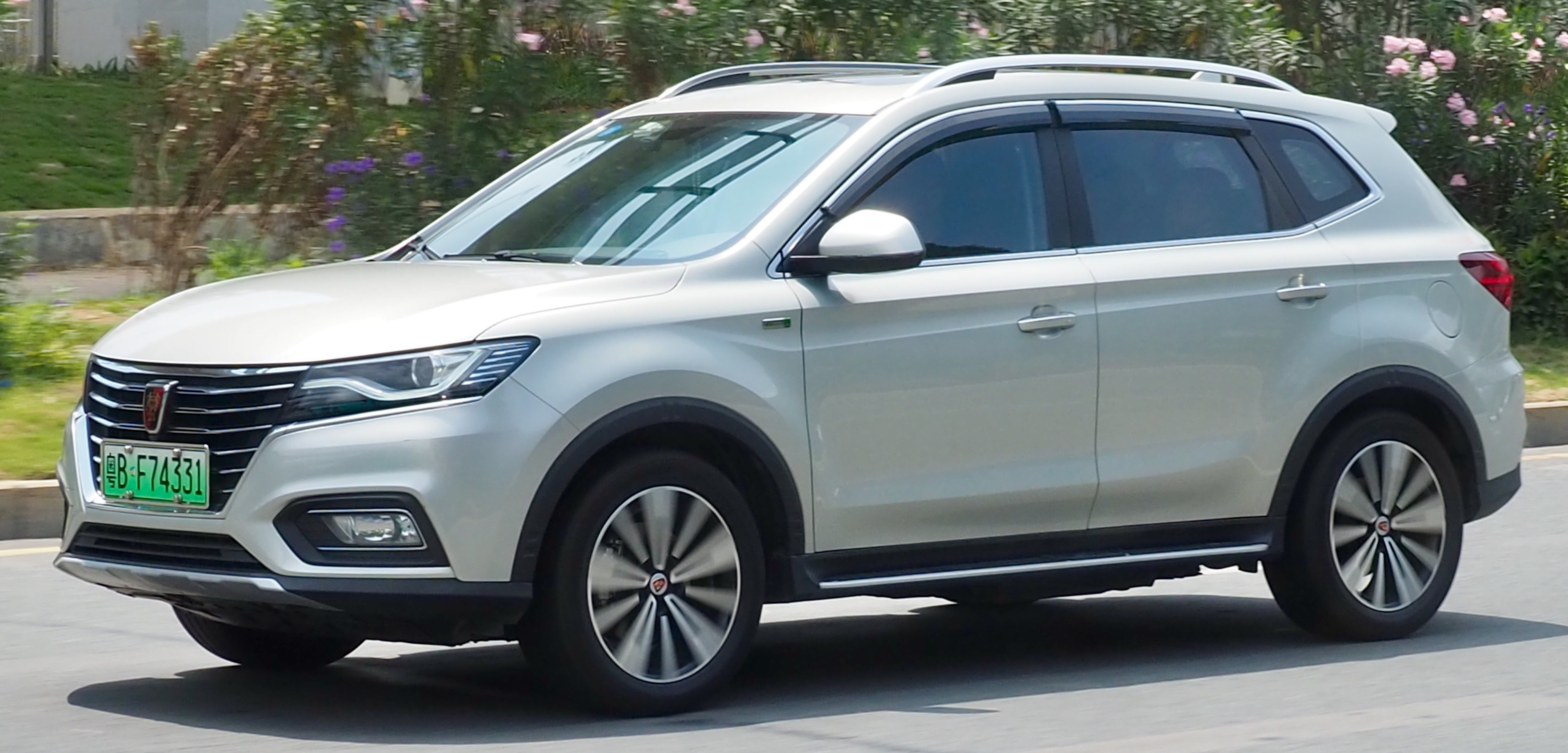
Roewe ERX5 w ruchu

Roewe ERX5 został zaprezentowany po raz pierwszy w 2018 roku.
Dwa lata po debiucie RX5 w odmianie spalinowej oraz hybrydowej, Roewe zdecydowało się poszerzyć gamę wariantów napędowych swojej średniej wielkości SUV-a także o w pełni elektryczne ERX5. 
Pod kątem wizualnym Roewe ERX5 zyskało kosmetyczne zmiany ograniczające się do umieszczenia klapki portu ładowania pod centralnie ulokowanym logo producenta w przedniej części nadwozia, a także zastąpieniem wybieaka trybów jazdy okrągłym, aluminiowym pokrętłem. Dodatkowo, system multimedialny wyposażono w funkcję wyświetlania parametrów układu elektrycznego na centralnym ekranie.

### Dane techniczne
Układ napędowy Roewe ERX5 utworzył silnik elektryczny o mocy 114 KM, który rozwija maksymalny moment obrotowy 225 Nm, 100 km/h po 7,5 sekundy i 135 km/h maksymalnej prędkości. Bateria o pojemności 48,3 kWh umożliwia przejechanie 320 kilometrów na jednym ładowaniu według procedury pomiarowej NEDC.

## Druga generacja

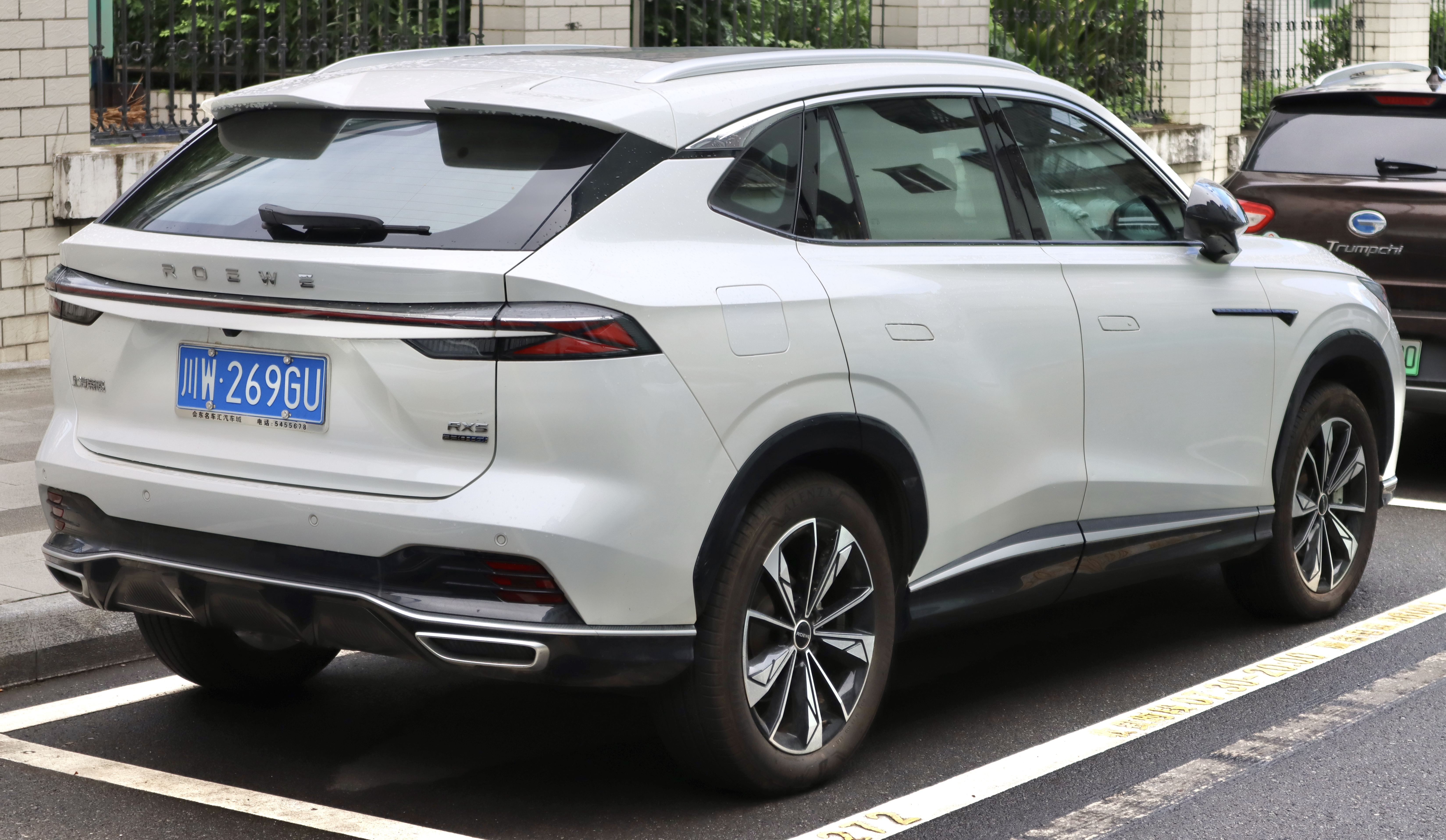
Roewe RX5 II - tył

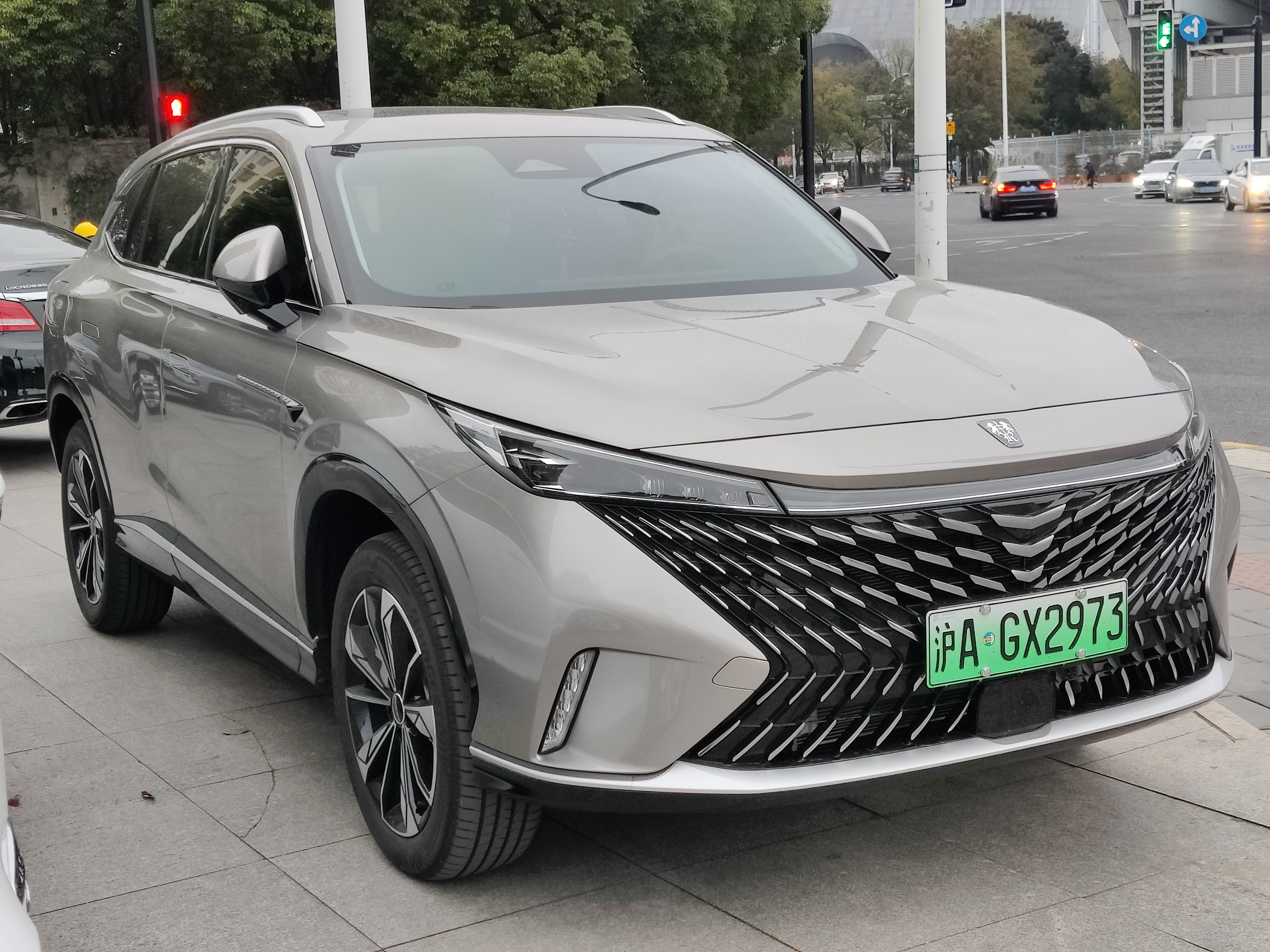
Roewe eRX5 II

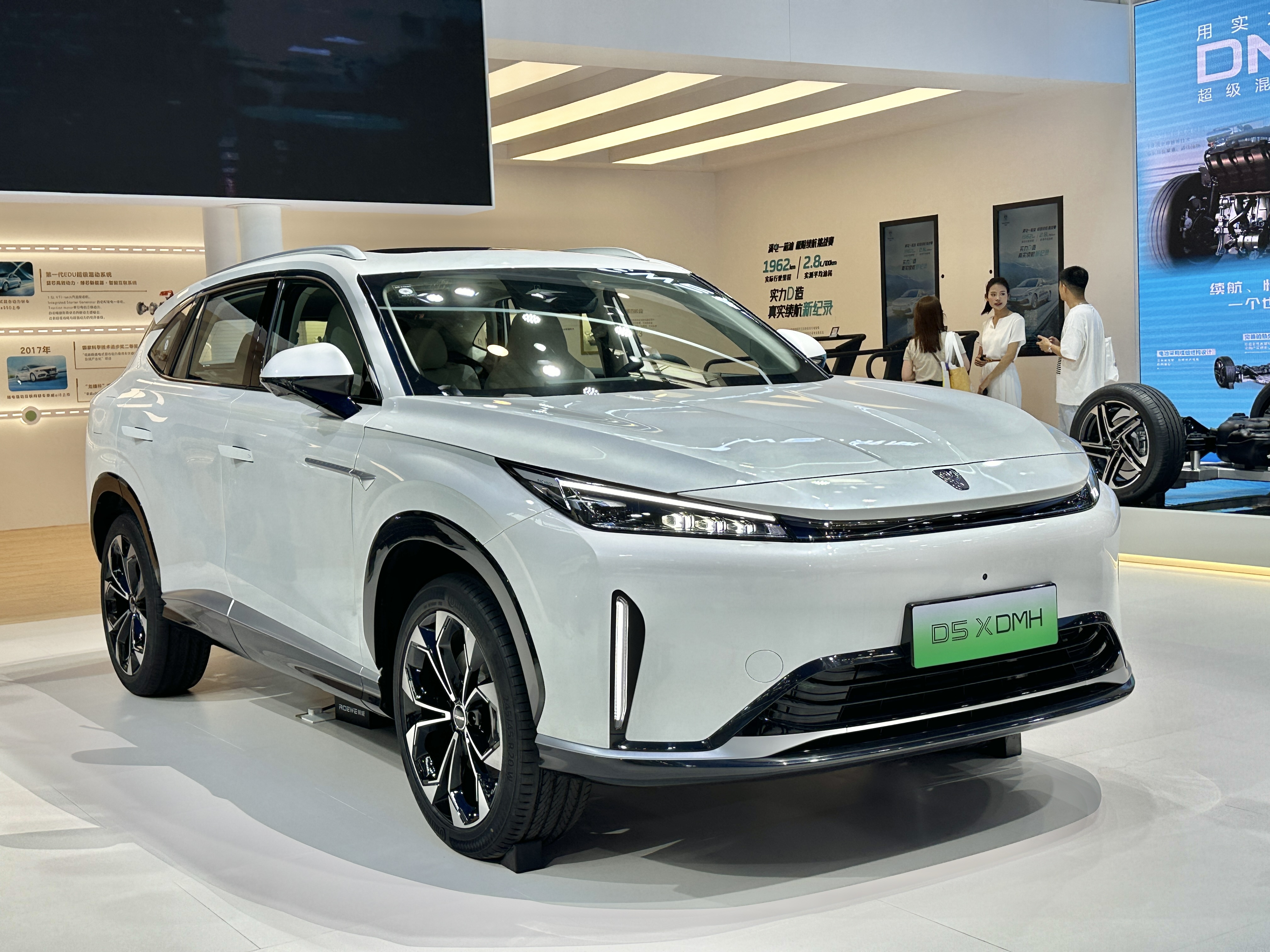
Roewe D5X

Roewe RX5 II został zaprezentowany po raz pierwszy w 2022 roku.
Po 6 latach produkcji dotychczasowej generacji przedstawiona została zupełnie nowa, druga generacja średniej wielkości SUV-a firmy Roewe. Model RX5 powstał na większej płycie podłogowej, zyskując przez to obszerniejsze i masywniejsze nadwozie, a także nowy, bardziej agresywny i awangardowy język stylistyczny bogaty w liczne ostre linie i kanty. Samochód zyskał nisko poprowadzoną linię dachu, chowane klamki, a także obszerny przedni wlot powietrza dominujący tę część nadwozia.
Kabina pasażerska została utrzymana w typowym dla obowiązujących trendów cyfrowo-minimalistycznym wzornictwie, gdzie deskę rozdzielczą zdominowała jednoczęściowa, 12-calowa tafla szkła. Ukryto pod nią szeroki ekran pełniący funkcję zegarów oraz dotykowego centrum sterowania systemem multimedialnym.
Do układu napędowego Roewe RX5 II wykorzystana została czterocylindrowa, 1,5-litrowa turbodoładowana jednostka benzynowa o mocy 188 KM. Współpracuje z dwusprzęgłową, 7-biegową automatyczną skrzynią biegów. W ofercie ponownie znalazł się też topowy, 245-konny wariant hybrydowy o nazwie Roewe eRX5.

### D5X
We wrześniu 2023 roku gamę poszerzył hybrydowy model Roewe D5X odróżniający się od klasycznego hybrydowego eRX5 układem plug-in hybrid oferującym lepsze parametry pod kątem długości zasięgu w trybie mieszanym, a także inną stylizacją pasa przedniego. Zniknęła duża osłona chłodnicy na rzecz wąskiego pasa łączącego reflektory. Dzięki połączeniu 1,5 turbodoładowanego litrowego silnika benzynowego z elektrycznym i baterią, D5X może przejechać 135 kilometrów w trybie czysto elektrycznym lub do 1300 kilometrów w trybie hybrydowym.

### Sprzedaż
Roewe rozpoczęło zbieranie zamówień na drugą generację RX5 w połowie czerwca 2022, przechodząc do pierwszych dostaw wyprodukowanych egzemplarzy do nabywców w rodzimych Chinach dwa miesiące później, w sierpniu. Producent nie planuje eksportu średniej wielkości SUV-a na rynki zagraniczne.

### Silniki
- R4 1.5l Turbo 188 KM
- R4 1.5l Hybrid 245 KM